# Теорема Мергеляна
Теорема Мергеляна — утверждение о возможности равномерного приближения многочленами функций комплексной переменной; установлено доказано советским математиком Сергеем Мергеляном в 1951 году. 
Согласно теореме, всякую непрерывную функцию {\displaystyle f\colon K\to \mathbb {C} } на компакте {\displaystyle K} со связным дополнением до комплексной плоскости (то есть {\displaystyle \mathbb {C} \setminus K} — связно), голоморфную на внутренних точках {\displaystyle K}, возможно равномерно аппроксимировать многочленами.
Теорема является развитием и обобщением теорем Вейерштрасса и Рунге, и широко применяется в различных направлениях комплексного анализа; этот результат увенчал большой цикл работ по теории приближения в комплексном случае. В частности, Лаврентьев в 1936 году доказал утверждение для случая, когда {\displaystyle K} не имеет внутренних точек, а в 1945 году Келдыш установил результат для случая, когда {\displaystyle K} является замкнутой областью со связным дополнением.
Метод доказательства, применённый Мергеляном, конструктивен, и остаётся единственным известным конструктивным доказательством результата.